# Moravské Lieskové
Moravské Lieskové (in ungherese Morvamogyoród) è un comune della Slovacchia facente parte del distretto di Nové Mesto nad Váhom, nella regione di Trenčín.